# Recorder (Stadtrichter)
Der Recorder war ein Titel im englischen Rechtswesen.
Der Recorder war ein Stadtrichter, der in fast allen Städten mit eigenem Court of Quarter Sessions für Teile der Rechtsprechung zuständig war. Lediglich zivilrechtliche Thematiken wie Steuerrecht fielen nicht in seinen Zuständigkeitsbereich. Mindestens vier Mal pro Jahr und darüber hinaus je nach Bedarf wurde er als Vorsitzender Richter des Court of Quarter Sessions aktiv. Darüber hinaus hatte er aber auch zeitweise die Aufgabe, die Rechtsprechung und Vorstöße der lokalen Regierung mit zollrechtlicher Relevanz zu kontrollieren und aufzuzeichnen. Der Recorder wurde vom Bürgermeister bzw. von Stadtrat der jeweiligen Stadt unter Zustimmung des Königs ernannt und musste seit mindestens fünf Jahren als Barrister aktiv gewesen sein. Dabei konnte er sich durchaus in mehrere Bezirken als Recorder engagieren. Allerdings war es ihm verboten, sich in diesen Bezirken politisch zu betätigen. Heutzutage können noch sogenannte Honorary Recorder ernannt werden. Darüber hinaus existiert der Begriff auch in weitere anglikanischen Rechtswesen. So gibt es unter anderem einen Recorder am Court of First Instance in Hongkong.